# 藤井俊清
藤井 俊清（ふじい としきよ）は、日本の俳優で、元モデル。大阪府出身。所属事務所はアトリエアー。モデル時代はCM、ショーなど多方面で活躍していた。血液型はA型。身長178cm。趣味・特技はボルダリング、バイク。

## 出演

### CM
- NTT Docomo

### ショー
- Calvin Klein

### 映画
- アクエリアンエイジ劇場版：中浦智律 役

### オリジナルビデオ
- ビーチバレー刑事 北京への道（2008年、エースデュースエンタテインメント） - 水原刑事 役
- ビーチバレー刑事 テロリンピックを阻止せよ（2008年、エースデュースエンタテインメント） - 水原刑事 役